# Bulbophyllum mandibulare
Bulbophyllum mandibulare là một loài phong lan thuộc chi Bulbophyllum.